# Supercopa Italiana de Voleibol Masculino de 2006
A Supercopa Italiana de Voleibol Masculino de 2006 foi a 11ª edição desta competição organizada pela Lega Pallavolo Serie A, consórcio de clubes filiado à Federação Italiana de Voleibol (FIPAV) que ocorreu em 14 de setembro.
O Lube Macerata conquistou seu primeiro título da competição ao derrotar o Piemonte Volley por 3 sets a 1. O oposto cubano Ángel Dennis foi eleito o melhor jogador da partida.

## Regulamento
O torneio foi disputado em partida única.

## Equipes participantes
| Equipe          | Qualificação                              |
| --------------- | ----------------------------------------- |
| Lube Macerata   | Campeão do Campeonato Italiano de 2005–06 |
| Piemonte Volley | Campeão da Copa Itália de 2005–06         |

## Resultado
| Data   | Hora  |               | Placar |                 | Set 1 | Set 2 | Set 3 | Set 4 | Set 5 | Total | Relatório |
| ------ | ----- | ------------- | ------ | --------------- | ----- | ----- | ----- | ----- | ----- | ----- | --------- |
| 14 set | 20:30 | Lube Macerata | 3–1    | Piemonte Volley | 18–25 | 25–21 | 25–18 | 25–21 |       | 93–85 | Relatório |

## Premiação
| Supercopa Italiana de 2006         |
| Marcas                             |
| ---------------------------------- |
| Lube Macerata Campeão (1.º título) |